# Cameron White
Pour les articles homonymes, voir Cameron White (squash) et White.
Cameron Leon White est un joueur de cricket international australien né le 18 août 1983 à Bairnsdale dans l'État de Victoria. Cet all-rounder fait ses débuts en first-class cricket avec l'équipe de Victoria en 2000. Il devient le plus jeune capitaine de l'histoire de cette équipe en prenant sa tête à partir de la saison 2003-2004, à l'âge vingt ans. Il est sélectionné pour la première fois avec l'équipe d'Australie en One-day International en 2005, puis en Test cricket en 2008.

## Bilan sportif

### Principales équipes
| Internationales             | Internationales | Internationales | Internationales |
|                             | Test            | ODI             | Twenty20        |
| --------------------------- | --------------- | --------------- | --------------- |
| Australie                   | 2008 -          | 2005 -          | 2007 -          |
| Domestiques                 |                 |                 |                 |
|                             | First-class     | List A          | Twenty20        |
| Victoria                    | 2000-01 -       | 2001-02 -       | 2005-06 -       |
| Somerset                    | 2006 - 2007     | 2006 - 2007     | 2006 - 2007     |
| Royal Challengers Bangalore |                 |                 | 2008            |

## Records et performances
- Ancien recordman du nombre de runs marqués en un seul innings en Twenty20 : 141*, le 9 juillet 2006 avec les Somerset Sabres contre les Worcestershire Royals[1].
- Seul joueur à avoir battu ce record deux fois[2], la première fois avec un total de 116* avec les Somerset Sabres contre les Gloucestershire Gladiators.